# Chiesa di Santa Caterina d'Alessandria (Termini Imerese)
La chiesa di Santa Caterina d'Alessandria è un edificio religioso di Termini Imerese.

## Storia

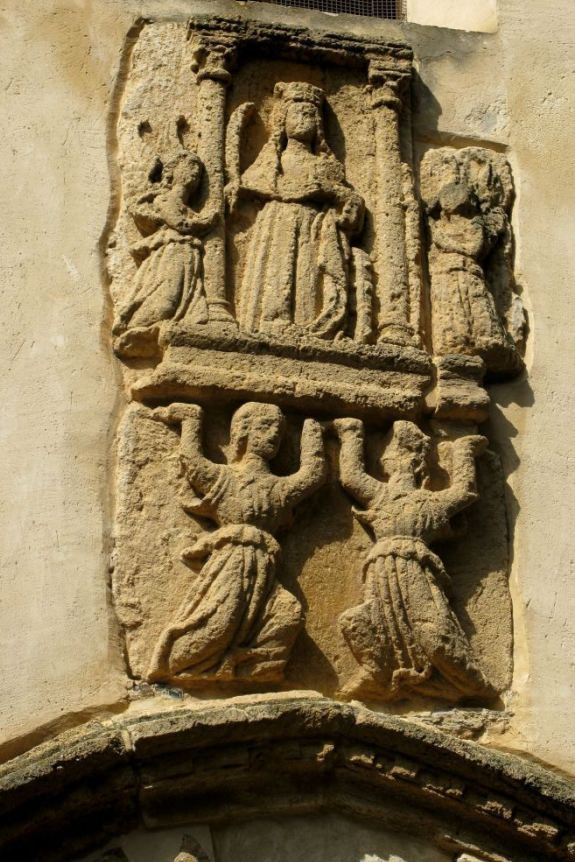
Particolare del bassorilievo sorretto da due Telamoni raffigurante Santa Caterina adorata dagli angeli

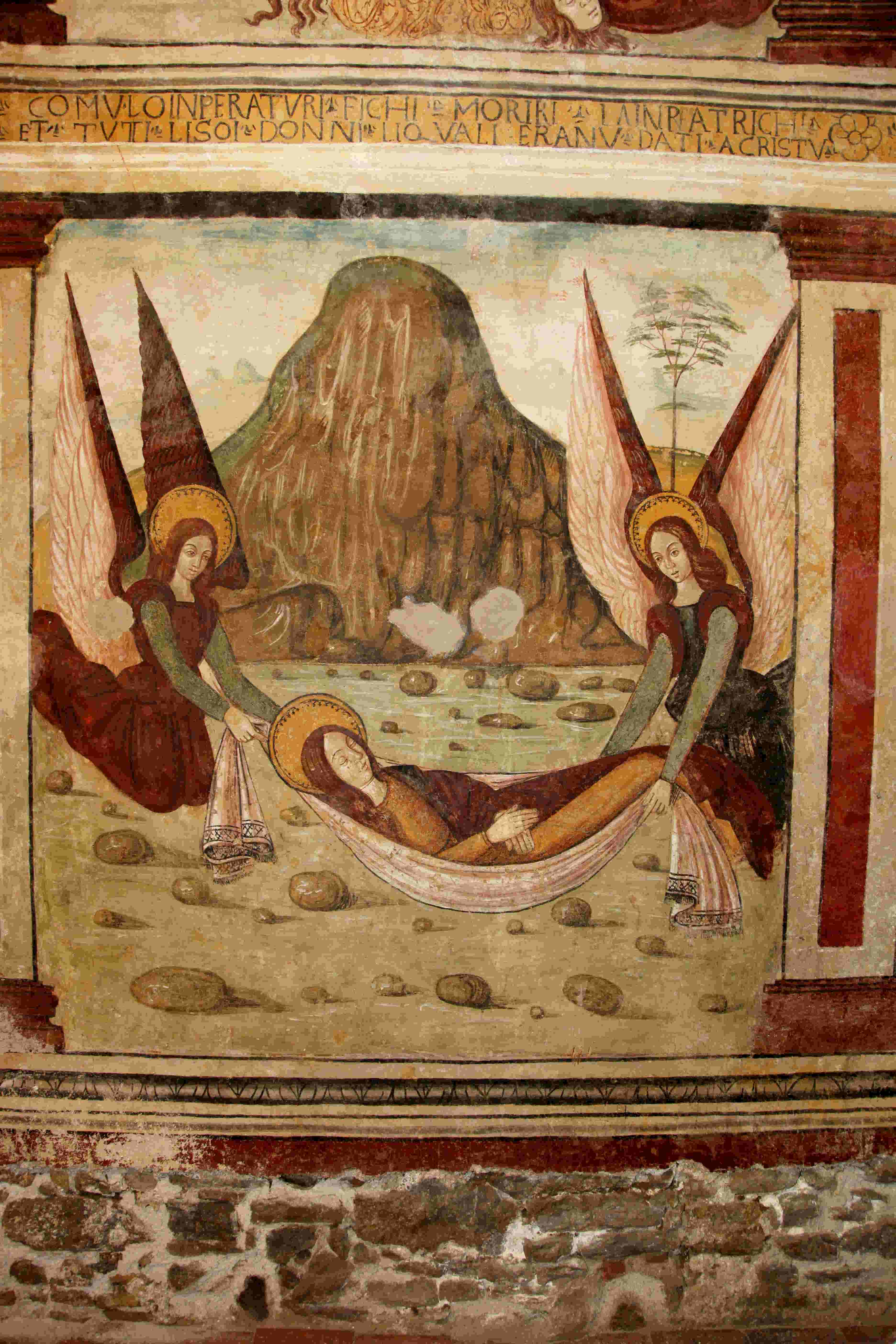
Particolare degli affreschi

La chiesa, è documentata sin dal 1407 (Bova & Contino, 2023) ossia nel periodo in cui cominciò a consolidarsi il dominio spagnolo in Sicilia e fu avviata la costruzione o la ricostruzione di un numero considerevole di chiese dopo le distruzioni causate dalle guerre contro gli angioini. Erroneamente, lo storico locale seicentesco, arciprete don Vincenzo Solito, fa risalire la costruzione della chiesa intorno agli esordi del Cinquecento: "ne medesimo tempo fu ornata la città di Termini di due belle chiese, una dedicata alla gloriosa Vergine e Martire S.Catherina e, l'altra sotto il patrocinio del Precursore di Christo Gio[vanni] Battista. Et entrambe sono adesso Confraternite o Compagnie".

## Descrizione

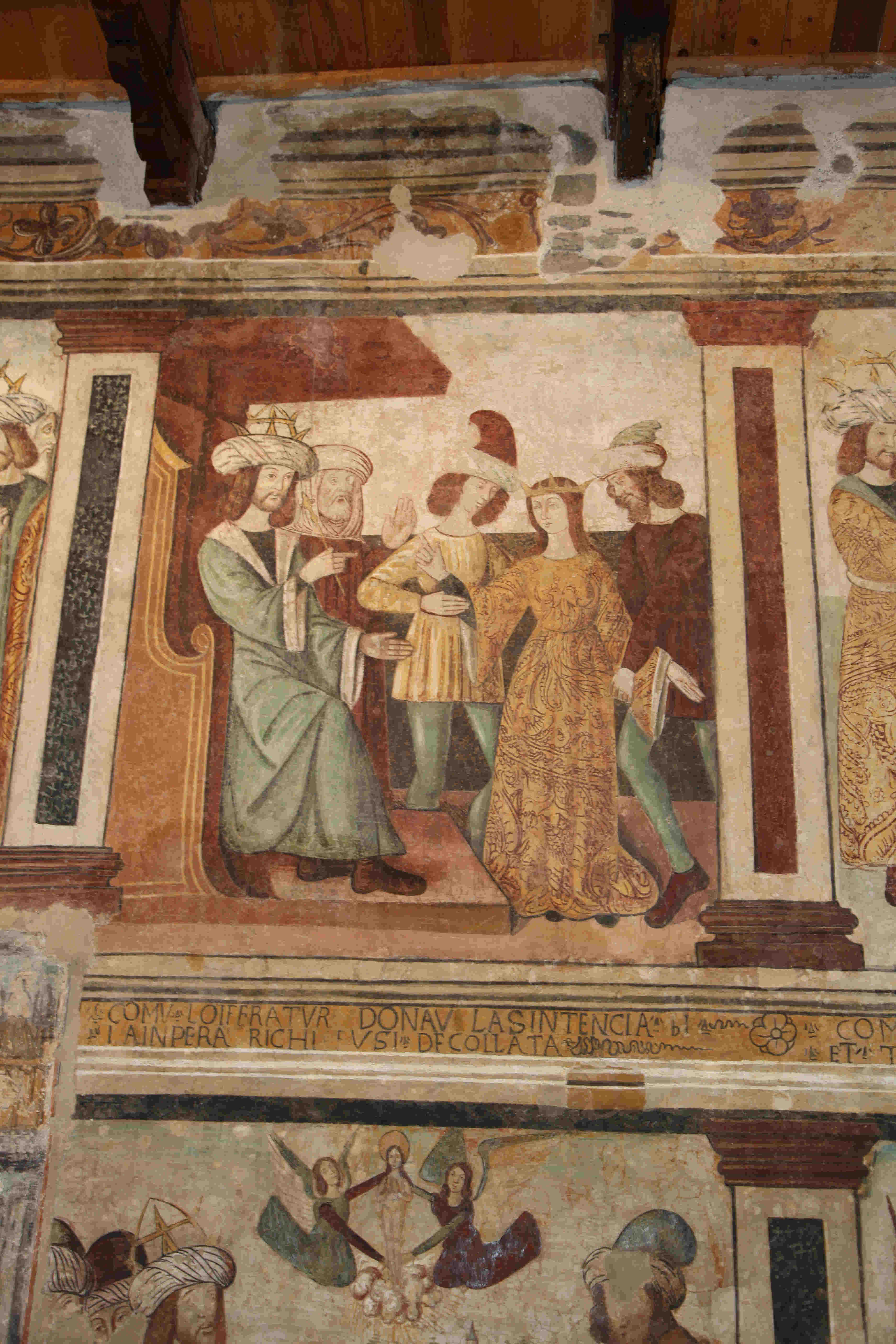
Particolare degli affreschi

La chiesa di Santa Caterina è inserita all'interno di un isolato di forma trapezoidale posto nella parte alta della città di Termini Imerese in una sona ricca di preesistenze di interesse archeologico e monumentale: l'anfiteatro a Sud-Ovest, la villa Palmeri a Nord-Ovest, il Castello ad Est ed il palazzo Lo Faso a Sud-Est. Chiesa dalla facciata austera, che alcuni studiosi ritengono un tempo potesse essere decorata da affreschi, è caratterizzata dalla presenza di un portale ogivale archivolto, in biocalcarenite dai caldi toni giallastri, di provenienza non locale, lavorata ad intaglio a faccia vista (Bova & Contino, 2023), sormontato da un'icona sorretta da due Telamoni e raffigurante Santa Caterina d'Alessandria tra due Angeli adoranti. Accostate alle pareti Nord, Ovest e Sud della chiesa, sorgono abitazioni private.
La chiesa al suo interno è costituita da una grande sala rettangolare sormontata da un tetto a capriate lignee e dal pavimento in cotto, entrambi di recente realizzazione, come del resto gli ultimi lavori di restauro alle strutture murarie ed agli affreschi che hanno reso la chiesa nuovamente fruibile.

### Affreschi
Di grande pregio all'interno è la decorazione, attribuita da Gioacchino Di Marzo (1899) ai fratelli Nicolò e Giacomo Graffeo e corre lungo le pareti est ed ovest, raffigura episodi della vita di Santa Caterina. Recentemente tale attribuzione è stata contestata, vista la sua inconsistenza essendo non sufficientemente supportata da dati documentari, per cui prudenzialmente l'opera è stata riferita ad un anonimo frescante: "Maestro del ciclo di S. Caterina d’Alessandria in Termini Imerese" (Bova & Contino, 2019). 
La narrazione è disposta su due ordini sovrapposti separati da un fregio con didascalie in lingua siciliana.
I pannelli ornavano tutte e quattro le pareti ed erano disposti in due fasce, una superiore e l'altra inferiore. La sequenza è stata interrotta due volte su ambedue i lati minori: sulla parte interna alla parete d'ingresso, nel 1546, per far posto ad una grande crocifissione attribuita da Gioacchino Di Marzo (1899) al frate domenicano Nicolò Spalletta da Caccamo, che pare abbia dimorato a Termini Imerese dal 1543 al 1546; e sulla parete di fondo, quando nel 1789 fu costruito il nuovo altare e in una nicchia ricavata nella parete fu posta la nuova statua della Santa Titolare. Inoltre la parete fu ornata di stucchi, al di sotto dei quali sono visibili le tracce di affreschi. Nel 1856 l'apertura di una finestra sopra il portale d'ingresso ha danneggiato ulteriormente entrambi i fronti della facciata principale, interrompendo all'interno la continuità dell'affresco, eliminando la parte centrale della crocifissione.
Il ciclo degli affreschi ha subito nel tempo notevoli danni a causa dell'uso improprio che in taluni periodi è stato fatto dell'edificio (nel 1860 divenne caserma della guardia nazionale mobile a cavallo, istituitasi per la sicurezza del distretto e durante la guerra del 1915-1918, fu adibita ora a caserma ora a granaio), dall'umidità ascendente e dalle infiltrazioni dal tetto dell'acqua piovana. I lavori di restauro avviati nel 1981, finalizzati sia al consolidamento delle strutture murarie che al recupero degli affreschi sono stati portati a termine nel 2004.
Lo studio filologico delle didascalie in siciliano, a corredo degli affreschi di S. Caterina d'Alessandria è stato recentemente affrontato e risolto in chiave ampiamente rivalutativa, dallo storico dell’arte Giovanni Corrieri (G. Corrieri, 2003). Lo studioso termitano, attraverso  confronti stringenti con il siciliano di due testi poetici coevi (Antoni di Oliveri, Historia di Santa Ursula e notar Giacomo Sansone di Marsala, Canto di partenza), evidenzia come, in realtà, si tratti di un linguaggio non già popolare, come erroneamente e sbrigativamente affermato sinora, bensì letterario e dotto. Altresì inopportuno appare  il disinvolto accostamento, sostenuto da alcuni studiosi, con la pittura dei carretti siciliani. Tesi assolutamente inconsistente, per la distanza storica, la funzione ed il contesto sociale. 
Ogni riquadro, infatti, è sottolineato da una didascalia in lingua siciliana dell'epoca che era l'idioma ufficiale anche dei documenti scritti sincroni. Le figure dipinte conservano, inoltre, un marcato segno calligrafico di chiarissima ascendenza islamica, che incontriamo quasi identico nel trecentesco soffitto del palermitano palazzo Chiaromonte, altrimenti detto Lo Steri.